# Ferdinand Eichhorn
Ferdinand Eichhorn (* 22. November 1853 in Garlstorf; † 18. Februar 1934 in Braunschweig) war ein deutscher Kaufmann und Unternehmer. Aus seinem 1880 in Braunschweig gegründeten Kaffeegeschäft ging die noch heute bestehende älteste Kaffeegroßrösterei Niedersachsens hervor.

## Leben und Werk
Der Sohn eines Pastors erhielt eine Ausbildung in der Lebensmittelgroßhandlung und Kaffeerösterei seines Onkels Wilhelm Eichhorn in Hannover.
Am 10. Januar 1880 gründete er in Braunschweig am Steinweg 10 mit einem Lagerbestand von sechzig Sack Kaffee ein Spezialgeschäft in Kaffee und Thee. Seit 1887 röstete Eichhorn seinen Kaffee selbst und beteiligte sich 1894 an einer Dampfrösterei. Mit der deutlich verringerten Röstzeit war eine erhebliche Qualitätsverbesserung verbunden, was Eichhorn werbewirksam mit dem Firmenzusatz Kaffee-Schnellrösterei nutzte. Am 8. Dezember 1920 wurde Carl Heimbs Teilhaber der Firma, der 1933 den Namen Heimbs-Kaffee einführte und das Unternehmen 1934 nach dem Tode Eichhorns übernahm.